# Kew Gardens (métro de Londres)
Pour les articles homonymes, voir Kew Gardens (homonymie).
Kew Gardens (en anglais : Kew Gardens tube station, ou Kew Gardens Underground station), est une station de la ligne District  du métro de Londres, en zone 3 et 4 Travelcard. Elle est située sur la Station Approach à Kew dans le borough londonien de Richmond upon Thames sur le territoire du Grand Londres.
Elle est en correspondance avec la gare de Kew Gardens, de la North London line (en) du London Overground.

## À proximité
- Jardins botaniques royaux de Kew
- St Anne's Church, Kew (en)
- Kew Palace
- Archives nationales (Royaume-Uni)